# Steve Jacobs (cầu thủ bóng đá)
Stephen Douglas Jacobs (sinh ngày 5 tháng 7 năm 1961) là một cựu cầu thủ bóng đá chuyên nghiệp người Anh có 156 lần ra sân ở Football League ở vị trí hậu vệ biên hoặc tiền vệ cho Coventry City, Brighton & Hove Albion và Gillingham. Ông từng đầu quân cho Charlton Athletic mà không thi đấu một trận nào.